# Viktors Eglītis
Viktors Eglītis (15 de abril de 1877 – 20 de abril de 1945) fue un escritor y teórico de arte letón. Fue la figura principal  del decadentismo letón y un introductor de la poética modernista.

## Primeros años
Viktors Eglītis nació en Sarkaņi Parish el 15 de abril de 1877. Después de abandonar un seminario cristiano ortodoxo en Vitebsk, Eglītis estudió dibujo en Penza y se matriculó en el estudio de arte Maria Tenisheva en San Petersburgo. Allí se familiarizó con las ideas de la Edad de Plata de la poesía rusa y muchas de sus figuras prominentes.

## Carrera literaria
De nuevo en Letonia, adaptó las ideas de simbolismo ruso para la literatura y la teoría del arte letón. En 1902, utiliza el término decadencia para designar sus escritos. En varios artículos, expuso sus poéticas qué se oponían a los esquemas morales, a la abstracción y al realismo, promoviendo el individualismo artístico. Fue bien recibido por buen un número de escritores jóvenes, quienes junto con Eglītis quisieron reenfocar el lenguaje poético, dominado por formas líricas bien definidas y narrativas claras, hacia símbolos y signos no fácil de descifrar. Con esto desearon proporcionar un sentido de misterio y profecía, y dar lugar a la sutileza y los impulsos subconscientes. Este poética es prominente en la colección de poesías Elēģijas (1907) y en la colección de cuentos cortos Vērtības pārvērtējot (1911) del autor en cuestión. Eglītis ilustró sus libros propios con dibujos simbólicos. Además del entusiasmo de sus seguidores, a menudo la introducción agresiva de los principios modernistas por parte de Eglītis se encontró con oposición vocal.
Después de los estallidos de sus primeros trabajos, Eglītis gradualmente fue girando a una más neoclásica y realista; hacia el fin de su carrera incluso lance el eslogan "Fuera con modernismo!" (en letón: Nost ar modernismu!) En la década de 1920 era una  figura literaria establecida y muy leída en Letonia, con los trabajos caracterizados por el positivismo y maximalismo. Del finales de los años 20,  se movió en una dirección cada vez más patriótica. Escribió ficciones históricas donde representaba a las naciones Bálticas en oposición a otros países, principalmente Alemania. Se convirtió al neopaganismo báltico del movimiento Dievturība . Más tarde en su vida también expresó pensamientos antisemitas y defendió las políticas de Adolf Hitler.

## Muerte y legado
En 1944, Eglītis fue condenado en un tribunal soviético, acusado de ser un colaborador fascista. Muere en prisión el 20 de abril de 1945. Durante la era soviética, casi nunca se habló de él, ni se lo leía, quedando casi en el olvido. Después de que Letonia recuperó su independencia, Eglītis empezó a ser redescubierto y obtuvo estatus como el principal escritor decadente de su país. En 2012 la erudita literaria Vera Vāvere publicó una biografía de Eglītis.

## Vida personal
Eglītis se casó con la profesora y traductora Marija Eglīte (nacida con el apellido Stalbova) en 1904. Marija muere en 1926. En 1930 Eglītis se casó con la pintora Hilda Vīka. Con su primera mujer, fue el padre del escritor, periodista y pintor Anšlavs Eglītis (1906–1993).

## Lista de trabajos
Colecciones de poesía
- Elēģijas, 1907, self-published
- Hipokrēna, 1912, Zalktis
- Dievu sūtnes: sonetes, 1924, self-published
- Kastaļavots, 1924
- Zeme un mūžība, 1926, Latvju Kultūra
- Mana pasaule, 1937, Valters un Rapa
- Tīrā sēkla, 1942, Latvju Grānata

Poemas épicos
- Pelēkais barons. I. daļa, 1910, Imanta
- Upeslejas precības, 1920, Vaiņags
- Divas poēmas, 1921, Vaiņags
- Barons Maidels, 1923, Leta
- Pelēkais barons. II. daļa, 1933, Valters un Rapa

Ficción en prosa
- Vērtības pārvērtējot, cuentos, 1911
- Latvietis Krievijā, novela, 1920, P. Liepa
- Līdzvainīgie, novela, 1920, A. Gulbis
- Dvēseles varā, novela, 1921, Leta
- Skolotāja Kalēja piedzīvojumi, novel, 1921
- Juku laikos. Zvēru dārzā, novela, 1923, Valters un Rapa
- Laikmeta silueti, 1924, D. Zeltiņš
- Aizšautais vanags, 1924, Leta
- Mācītāja meita, 1924, Leta
- Nenovēršamie likteņi, novela, 1926, Valters un Rapa
- Tilti un pārigājēji, 1926, Leta
- Domājošā Rīga, 1934, autopublicada
- Lielā dzīve, short stories, 1936, A. Gulbis
- Meitenes stāsti, cuentos, 1936, Zelta Grauds
- Apskaidrotie un mācītie, cuentos, 1942, Kreišmanis

Drama
- Ceļa biedri: tragicomedia, 1921, A. Gulbis
- Lauku miljonārs jeb re`, kur vīrs!: comedia, 1923, J. Roze
- Ministru sievas: comedia, 1924, Valters un Rapa

Crítica literaria
- Poruks, 1903, Burtnieks
- Fallijs: monogrāfija, 1921
- Andrievs Niedra savā dzīvē un darbos: monografía, 1923, Lapsene